# Álex Baena
Álex Baena, teljes nevén Alejandro Baena Rodríguez (Roquetas de Mar, 2001. július 20. –) olimpiai bajnok spanyol korosztályos válogatott labdarúgó, az Atlético Madrid középpályása.

## Pályafutása

### Klubcsapatokban
Baena a spanyolországi Roquetas de Marban született. Az ifjúsági pályafutását a helyi Roquetas csapatában kezdte, majd 2011-ben a Villarreal akadémiájánál folytatta.
2019-ben mutatkozott be a Villarreal tartalék, majd 2020-ban az első osztályban szereplő felnőtt csapatában. Először a 2020. július 13-ai, Real Sociedad ellen 2–1-re elvesztett mérkőzés 76. percében, Manu Trigueros cseréjeként lépett pályára. Első gólját 2020. november 5-én, a Makkabi Tel-Aviv ellen 4–0-ra megnyert Európa-liga csoportkörmérkőzésén szerezte meg. A 2021–22-es szezonban a másodosztályú Gironánál szerepelt kölcsönben. 2022. augusztus 13-án, a Real Valladolid ellen idegenben 3–0-ra megnyert bajnokin két gólt is szerzett a klub színeiben.
2025. július 2-án ötéves szerződést írt alá az Atlético Madriddal.

### A válogatottban
Baena az U16-ostót az U21-es válogatottig minden korosztályban képviselte Spanyolországot.
2022-ben debütált az U21-es válogatottban. Először 2022. március 25-én, Litvánia ellen 8–0-ra megnyert U21-es EB-selejtező 60. percében, Rodrit váltva lépett pályára, majd 5 perccel később meg is szerezte első gólját.
2024-ben a párizsi olimpián a spanyol válogatott tagjaként olimpiai bajnoki címet szerzett. Ugyanebben az évben az Európa-bajnokságon is pályára lépett.

## Statisztikák
2022. december 20. szerint
| Klub                | Szezon   | Osztály          | Bajnokság | Bajnokság | Kupa és Ligakupa | Kupa és Ligakupa | Nemzetközi | Nemzetközi | Összesen | Összesen |
| Klub                | Szezon   | Osztály          | Meccs     | Gól       | Meccs            | Gól              | Meccs      | Gól        | Meccs    | Gól      |
| ------------------- | -------- | ---------------- | --------- | --------- | ---------------- | ---------------- | ---------- | ---------- | -------- | -------- |
| Villarreal          | 2019–20  | La Liga          | 1         | 0         | 1                | 0                | —          | —          | 2        | 0        |
| Villarreal          | 2020–21  | La Liga          | 6         | 0         | 5                | 0                | 9          | 2          | 20       | 2        |
| Villarreal          | 2022–23  | La Liga          | 13        | 4         | 2                | 1                | 7          | 4          | 22       | 9        |
| Villarreal          | Összesen | Összesen         | 20        | 4         | 8                | 1                | 16         | 6          | 44       | 11       |
| Girona (kölcsönben) | 2021–22  | Segunda División | 42        | 5         | 3                | 0                | —          | —          | 45       | 5        |
| Összesen            | Összesen | Összesen         | 62        | 9         | 11               | 1                | 16         | 6          | 89       | 16       |

## Sikerei, díjai
Villarreal
- Európa-liga
  - Győztes (1): 2020–21

- UEFA-szuperkupa
  - Döntős (1): 2021

Girona
- Segunda División
  - Feljutó (1): 2021–22

Spanyolország U23
- Nyári olimpiai játékok
  - Győztes (1): 2024

Spanyolország
- Labdarúgó-Európa-bajnokság
  - Győztes (1): 2024

## Fordítás
Ez a szócikk részben vagy egészben  az   Álex Baena című angol Wikipédia-szócikk fordításán alapul.  Az eredeti cikk szerkesztőit annak laptörténete sorolja fel. Ez a jelzés csupán a megfogalmazás eredetét és a szerzői jogokat jelzi, nem szolgál a cikkben szereplő információk forrásmegjelöléseként.